# Jeaninne Altmeyer
Jeannine Altmeyer (Pasadena, 2 de mayo de 1948) es una soprano estadounidense.
Discípula de Martial Singher, Lotte Lehmann y George London, debutó en el Metropolitan Opera en 1971 como la voz celestial de Don Carlo y en Chicago como Freia en El oro del Rin. En el teatro neoyorquino cantó en pequeños roles en Carmen, Aida, La Valquiria y La flauta mágica.
Se destacó como soprano lírica wagneriana en Europa, consagrándose en el Festival de Bayreuth como Siglinda en La Valquiria en la producción del centenario dirigida por Pierre Boulez (1976-1980), registrada en vídeo el último año en cartel.
Otros papeles en su repertorio son Leonora de Fidelio, Venus de Tannhäuser, Crisótemis de Electra , Gutruna y Brunilda que grabó en dos ocasiones.
Cantó en San Francisco, Chicago, Metropolitan Opera (donde regresó en 1986 como Siglinda y Leonora, en 1987-88 como Brunilda y en 1997 como Venus) en el Festival de Salzburgo, el Teatro Colón de Buenos Aires en 1981 como Siglinda, dedicándose luego a cantar en teatros más pequeños de Europa como Zúrich, Ámsterdam y Stuttgart, donde se sintió más cómoda. 

## Discografía de referencia
- Beethoven: Fidelio / Masur - Eurodisc/RCA
- Wagner: Die Walküre / Boulez (Sieglinde) - Philips Classics / DECCA
- Wagner: Das Rheingold / Karajan (DVD) (Freia) - Deutsche Grammophon
- Wagner: Gotterdammerung / Boulez (Gutrune) - Philips Classics / DECCA
- Wagner: Der Ring des Nibelungen / De Nederlandse Opera, Haenchen (DVD)(Brünnhilde) - Opus Arte
- Wagner: Der Ring des Nibelungen / Janowski (Brünnhilde) - Eurodisc/RCA